# Куценко, Иван Фёдорович
Иван Фёдорович Куценко (1914 год — 9 августа 1982 года) — управляющий отделением совхоза «Сарай-Гирский» Матвеевского района Оренбургской области. Герой Социалистического Труда (1968).

## Биография
Родился в 1914 году в крестьянской семье в селе Башкирка (сегодня — Асекеевский район Оренбургской области).
После получения неполного среднего образования в местной семилетке трудился рядовым рабочим, счетоводом, бухгалтером в совхозе «Заглядинский». В годы Великой Отечественной войне работал в совхозе «Сарай-Гирский» Матвеевского района. Член ВКП(б). В 1944 году назначен управляющим отделением этого же совхоза.
Под его руководством отделение совхоза получало стабильно высокие урожаи зерновых. Ежегодно отделение сдавало в среднем около 20 — 25 центнеров с гектара, получало около 2,5 — 3 тысячи килограмм молока от каждой коровы. Указом Президиума Верховного Совета СССР от 29 ноября 1968 года «за успехи, достигнутые в увеличении и заготовок зерна в 1968 году» удостоен звания Героя Социалистического Труда с вручением Ордена Ленина и золотой медали Серп и Молот.
Проработал управляющим отделением около 25 лет.
В 1975 году вышел на пенсию. Проживал в селе Матвеевка Оренбургской области. Скончался в августе 1982 года, похоронен на кладбище села Матвеевка.
Награды
- Герой Социалистического Труда
- Орден Ленина
- Медаль «За доблестный труд в Великой Отечественной войне 1941—1945 гг.»
- Медаль «В ознаменование 100-летия со дня рождения Владимира Ильича Ленина»